# Jens Hildén
Eino Jens Allan Hildén, född 3 februari 1933 i Tammerfors, död 5 maj 1980 i Stockholm, var en sverigefinsk översättare.
Hildén kom till Sverige som krigsbarn vid sex års ålder. Efter att ha flyttat fram och tillbaka mellan länderna bosatte han sig slutgiltigt i Sverige vid 20 års ålder. Han verkade inledningsvis som journalist, men arbetade huvuddelen av sitt liv som översättare från finska till svenska. Bland författare som han översatt märks Hannu Salama och Pentti Saarikoski.
Hildén är gravsatt i minneslunden på Skogskyrkogården i Stockholm. Han var från 1963 gift med journalisten Gunvor Schlachter och fick döttrarna Anja och Sara. I äktenskap med Märta Hildén, dotter till bergsrådet Åke Kihlman, blev han far till Hempo Hildén och döttrarna Xenia och Katja.

## Bok
- 1967 – I stället för telegram – Finland 50 år (tillsammans med Stig Claesson) (Bonniers)

## Översättningar (urval)
- 1972 – Hannu Ylitalo: Finnjävel (Saatanan suomalainen) (Gidlunds)
- 1977 – Veikko Huovinen: Fårätarna (Lampaansyöjät) (Rabén & Sjögren)
- 1978 – Eeva Joenpelto: Husfolk och fiender (Vetää kaikista ovista) (Rabén & Sjögren)
- 1981 – Pirkko Saisio: Syskonen (Sisarukset) (Forum)

## Priser och utmärkelser
- 1975 – Rabén & Sjögrens översättarpris
- 1977 – Sveriges Författarfonds premium till personer för belöning av litterär förtjänst